# Берестейське шосе
Бересте́йське шосе́ — вулиця у Святошинському районі міста Києва, місцевість Катеринівка. Пролягає від Берестейського проспекту (як його продовження) до вулиці Українського відродження. 
Прилучаються вулиці Костянтина Герасименка і Михайла Чалого.

## Історія
Берестейське шосе є давньою магістраллю, що сформувалася на шляху до Житомира. Отримавши сучасну назву наприкінці XIX століття, шосе до 1985 року становило єдину вулицю з теперішніми Берестейським проспектом і вулицею Українського відродження.
Сучасна назва на честь давньоукраїнського міста Берестя (сьогодні у складі Білорусі), яке у часи Російської імперії називалося Брест-Литовськ, — з 2023 року.

## Установи та  заклади
- Український державний центр радіочастот
- Святошинський лісопарк
- Міжнародний інститут бізнесу (МІБ-Україна) (буд. 8-А)